# Nestor Gomes
Nestor Gomes (Conceição de Macabu, 8 de setembro de 1875 — Belo Horizonte, 10 de julho de 1941) foi um político brasileiro. Foi presidente do estado do Espírito Santo e senador durante a República Velha.

## Biografia
Nestor Gomes, também conhecido como Coronel Nestor Gomes, foi um político fluminense que ainda jovem se transferiu para o Espírito Santo, mais precisamente Cachoeiro de Itapemirim. Nessa cidade iniciou sua carreira política, como vereador, aliado da família Monteiro. 
Mudando-se para Vitória em 1910, renunciou ao mandato. No mesmo ano, foi eleito deputado estadual, pelo Partido Republicano Espírito-Santense, chefiado por Jerônimo de Sousa Monteiro. Foi reeleito em 1912. No governo de Bernardino de Sousa Monteiro ocupou importantes cargos, tais como o de secretário de Finanças e secretário de Agricultura, Terras e Obras. Foi eleito senador em 1919, cargo que renunciou no ano seguinte para assumir o cargo de presidente do estado do Espírito Santo. Tal episódio ocorreu em crise sucessória que cindiu o grupo político liderado pelos irmãos Jerônimo e Bernardino, pois o primeiro não havia aceitado sua indicação. Após deixar o cargo, em 23 de maio de 1924, não ocupou mais nenhum cargo eletivo, tendo sido esquecido pelo partido. Em 1930, após a Revolução daquele ano, foi nomeado secretário de Finanças do Maranhão, no governo de Seroa da Mota.
Morreu em um hospital, em Belo Horizonte, vítima de Tuberculose.